# پیرزاغه
پیر سقا، روستایی از توابع بخش مرکزی شهرستان ابهر در استان زنجان، ایراناست. این روستا در دهستان صائین قلعه قرار دارد. ارتفاع روستا از سطح دریا،۱۷۴۸ متر می باشد.

## جمعیت
این روستا در دهستان صائین‌قلعه قرار دارد و براساس سرشماری مرکز آمار ایران در سال ۱۳۹۵، جمعیت و آن ۳۰۰۰ نفر (۶۰۰خانوار) بوده‌است.
و جزو سرسبزترین دهستان‌های شهرستان ابهر می‌باشد. این روستا دارای مکان تاریخی ۴۰۰ ساله می‌باشد به نام مقبره پیربابا که به پیرسقا معروف است.
روستای پیرسقا زمین‌های کشاورزی حاصلخیز فراوانی دارد و باغ‌های انگور و سیب و هلو فراوانی دارد. هم چنین زراعت لوبیا گندم جو سیب زمینی گوجه خیار و کلزا یونجه رونق خوبی دارد.
این روستای سرسبز جز شهرستان ابهر می‌باشد و در کنار جاده بین‌المللی تهران زنجان قرار دارد. هم چنین به جنگل با صفا و سرسبزی بنام بالوخلو دارد که واقعاً خیلی زیباست و به رودخانه فصلی هم دارد که از ارتفاعات روستای الگزیر سرچشمه می‌گیرد و مسیر جنگل و باغهای انگور را سیراب می‌کند
درگذشته درختانی زیادی در بالوخلو وجود داشت ولی در چند دهه اخیر مقداری را بریدند